# Paroligia glaucescens
Paroligia glaucescens är en fjärilsart som beskrevs av Butler 1889. Paroligia glaucescens ingår i släktet Paroligia och familjen nattflyn. Inga underarter finns listade i Catalogue of Life.